# 戲王之王 (電視劇)
《戲王之王》（英語：The Movie Tycoon），香港亞洲電視製作的1994年台慶劇，全劇共41集，由呂頌賢、江華、伍詠薇、區淑貞及方剛等領銜主演，故事策劃為方剛，監製為戚其義。该剧以二十世纪六十年代的香港电影圈为背景，讲述水银灯下醉生梦死、争名夺利，尔虞我诈、明争暗斗的故事。為1993年台慶劇《銀狐》的續作，但故事人物並沒有直接關係。
《戲王之王》1995年在台湾中視播映。2010年8月31日至10月22日於亞洲電視本港台逢星期二至六深夜02:35-03:30重播。於2014年9月1日至10月27日期間命名為《我們的九十年代：戲王之王》，被安排於亞洲電視專屬數碼頻道歲月留聲逢星期一至五早上06:00-07:00播出08:00-09:00播出，並於當日14:00-15:00、20:30-21:30、翌日00:30-01:30重播。亦曾在2008年於中國中央電視台懷舊劇場頻道逢星期一至五晚上19：30分3集連播，次日上午重播。2022年5月23日，亞洲電視數碼媒體重新發佈本劇。

## 背景简介
亞視傾盡全台精英，為觀眾泡製戲劇鉅獻《戲王之王》。故事講述六十至八十年代電影圈的醉生夢死，明爭暗鬥面貌。本劇為求更添新鮮及真實的畫面，不惜斥資百萬建豪華靚景及遠赴馬來西亞取景。

## 故事大纲
一九六七年，香港爆发暴动，人心惶惶，然而，社会的某个角落里，依然歌舞升平，衣香鬓影，影坛盛事泛亚影展正假座利舞台隆重举行，形成绝不相称的强烈对比。影业巨子雷百川主持雷氏，跟蒲正康、蒲正原昆仲的蒲氏在影坛上互争长短。雷氏旗下有天王巨星秦峰，生性放荡不羁，为川不满；泛亚影帝荣誉已属浪中之物，竟在颁奖之夜无踪无影，川为挫锐气，临时将影帝奖衔加诸旗下反派演员乔刚身上，全场哗然。其实峰与刚本来情同手足，却因彼此际遇悬殊，为刚嫉妒，刚受尽委屈，终于悟出权利的真谛，把心一横，将幕前演技搬到幕后去演，不惜任何手段铲除异已，利用身边红颜知已楚君、胞妹乔茵及川独女雷昭仪，逐渐晋升权力高峰，更全力捧红新人宋子祈及蒲俊，权亢身边棋子，致力建成电影王国，誓也戏王雷百川一决高下，力争戏王之王宝座，到底鹿死谁手？请留意戏王之王全剧四十集峰回路转，荡气回肠之剧集自有分晓！

## 劇情概要
宋子祈（呂頌賢飾）與好友徐明暉（韋家雄飾）自小對電影事業充滿憧憬，相約一起考入了雷氏影業創辦的演員訓練班。在不打不相識的情形下，宋子祈與蒲氏總裁的私生子蒲俊（江華飾）成為莫逆之交。蒲俊自小缺乏父愛及家庭溫暖，以致個性偏激、行事任性。在一次偶然的機會裡，蒲俊受到雷氏老闆雷百川（楊群飾）的賞識，以新人之姿主演名演員秦峰（任達華飾）遺作《歌舞昇平》，一炮而紅。其後主演的《秦峰傳》與《風流劍客》，亦同時捧紅了同劇演出的宋子祈。訓練班導師喬剛（方剛飾）對雷氏影業素有野心，不遺馀力提拔蒲俊與宋子祈，卻又居中挑撥離間，使蒲俊對宋子祈的不滿與誤會與日俱增，宋子祈不願與蒲俊爭名，加上對導演工作素有興趣，遂轉向幕後發展。
喬剛製造機會，擄獲雷百川獨生女雷昭儀（樂蓓飾）的芳心，並逼走雷百川的得力助手謝郁文（潘志文飾），最後更在雷百川患病之時，逐步謀奪雷氏影業。宋子祈無意中得知喬剛的陰謀，挺身而出幫助雷百川對抗喬剛，並與之對簿公堂，惜因證據不足，喬剛之陰謀依然得逞。
官司結束之後，喬剛更以卑劣手段報復與之作對的宋子祈，幸有喬茵（劉錦玲飾）相助宋子祈，燒掉了其與雷氏的合約，宋子祈方得自由。蒲俊自與余凱晴（區淑貞飾）結婚之後，不再受影迷歡迎，喬剛用計逼走晴，再次捧紅蒲俊。
宋子祈與蒲氏少主蒲傑（林祖輝飾）合資成立新影藝，與喬氏（原雷氏）影業對抗，但喬剛卻收買蒲氏企業中的黑道頭子們將蒲傑趕走，蒲傑經此挫折，一蹶不振。喬剛更運用各種手段，打擊新影藝。

## 人物簡介
- 宋子祈（呂頌賢飾）：由一個片廠的送片小工做起，參加演員培訓班，成績出眾，工作認真，漸漸脫穎而出，成為一線演員，與蒲俊（江華飾）一起走紅，後因不願與蒲俊兄弟相爭，而轉做幕後，學做導演，因導演手法清新，獲得好評，更因《飛女正傳》，名聲大噪成為業內知名導演。後不滿喬剛的所做所為，脫離雷氏，自組“新影藝”公司，初期創業艱難，得前女友小曼（伍詠薇飾）暗助，方得以生存和發展，最後成為影界真正的戲王之王。
- 蒲俊（江華飾）：蒲氏總裁的私生子。雖是蒲家人，但自小缺乏父愛及家庭溫暖，以致個性偏激、行事任性。在一次偶然的機會裡，蒲俊受到雷氏老闆雷百川的賞識，以新人之姿主演名演員秦峰遺作《歌舞昇平》，一炮而紅。天生的演員，但因其我行我素的作為終為喬剛所不容，最後被害死。
- 程小曼（伍詠薇飾）：雷氏旗下演員，宋子祁的女朋友，兩人因誤會而分手，後小曼因失戀痛苦非常，放縱自己，負氣與蒲傑結婚，不幸罹患癌症，得宋關心照顧，康復後投身慈善事業。
- 余凱晴（區淑貞飾）：蒲俊的老婆。初遇時，他還不是明星，她被人調戲，蒲俊英雄救美，從此她就芳心暗許，她似乎是把蒲俊當偶像來仰視崇拜，什麼事情都以他為出發點，她無私的愛終換回蒲俊的回應。但是蒲俊的孩子氣和情緒化的反反复复，一次一次傷她的心。為了蒲俊的事業，她離開了。多年後再遇，原以為一家團聚，誰料蒲俊卻被喬剛害死。
- 乔茵（刘锦玲饰）：乔刚的妹妹，嫁给宋子祈。后祈与刚决裂，她夹在中间，在亲情和爱情之中，要做出矛盾重重的抉择。哥哥的冷酷无情和不择手段让她失望，茵饱受电影圈大染缸的无情洗礼，但正义无私却始终如一，最后被乔刚误杀。
- 秦峰（任達華飾）：雷氏旗下天王巨星，生性放蕩不羈，獲泛亞影帝而不來領獎，川為挫峰銳氣，臨時將影帝加諸旗下反派演員喬剛（方剛飾）身上，全場嘩然，峰更因與雷妻有染，被雷殺死。
- 蒲杰（林祖辉饰）：蒲氏影业少主，与宋子祈合资成立新影艺，与乔氏（原雷氏）影业对抗。乔刚却收买蒲氏企业中的黑道头子们将蒲杰赶走，蒲杰经此挫折，就此一蹶不振。
- 喬剛（方剛飾）：峰本是剛引入電影界，而際遇懸殊，為剛所妒，於是把心一橫，將幕前演技搬到幕後去演，不擇手段剷除對手，害死秦峰，利用紅顏知己楚君（楚湘雲飾）、妹妹喬茵（劉錦玲飾）及川獨女昭儀（樂蓓飾），逐漸晉身權力高峰，更全力棒紅新人宋子祈（呂頌賢飾）及蒲俊（江華飾），作為籌碼，終建成自己的電影王國，但此時的他也眾叛新離，成為孤家寡人。

## 演員表

### 喬家
| 演員   | 角色  | 暱稱/關係 |
| 方 剛  | 喬 剛 | 剛哥 1927年出生 居住雷氏演员宿舍，之後改住行政人员宿舍，後來搬入雷家公馆 原為雷氏旗下之演員，後來轉做幕後 帶秦峰入電影圈 患有哮喘 於第1集在第八届泛亚影展中入選十大明星之一，以及因秦峰缺席而奪得最佳男演員，可惜風頭仍然被峰蓋過 谋奪雷氏後易名為喬氏，更成功吞併蒲氏，坐上電影大亨的寶座 秦峰之好友，後反目 喬茵之兄，十來歲時父母双亡，自此與茵相依为命 雷昭儀之男友，後丈夫 於第29集殺害雷百川 第35集將蒲氏元老挖角門下，並決定聯合抵制蒲傑 於第41集殺害蒲俊 於第41集因哮喘發作而身亡 |
| 劉錦玲 | 喬 茵 | 阿茵 被喬剛送往美國留學，主修工商管理，後转修新聞系，畢業回港後，被楚君推荐入日新報當娱乐版记者，因得罪蒲正源而被迫辭退後，被喬剛推荐入雷氏成为旗下職員，後為道義帮助宋子祈一同離開雷氏，更與喬剛反目 喬剛之妹 宋子祈之第二任女友、后妻子 於第40集新影藝縱火案中被乔刚手下誤殺 |

### 程家
| 演員   | 角色   | 暱稱/關係 |
| 李香琴 | 花艷紅 | 紅姐 遊樂場唱大戲為生，年轻時也是戲行人 宋從衍舊相好 程小曼之母，丈夫早逝，獨力养大曼 居住上環樓梯街，於第16集搬到何文田康園                                                                                             |
| 伍詠薇 | 程小曼 | 小曼 1951年2月14日出生 参加雷氏新秀奪冠成为旗下歌手暨演員 花艷紅之女，入影圈前隨母走穴献唱 居住上環樓梯街，於第16集搬到何文田康園 於第一屆香港電影金星獎中奪得最佳女主角（第30集） 宋子祈之第一任女友 蒲傑之妻子，後離婚 |

### 宋家
| 演員   | 角色   | 暱稱/關係 |
| 麥 基  | 宋從衍 | 衍叔 片場道具雜工，年轻時為戲行中人 花艷紅舊相好 梁嬌妹之丈夫 宋子祈之父 居住深田邨甜心樓515號 |
| 吳浣儀 | 梁嬌妹 | 宋從衍之妻子 宋子祈之母 居住深田邨甜心樓515號 |
| 呂頌賢 | 宋子祈 | 祈哥仔 雷氏旗下演員，後來轉做導演，底薪1500元 入影圈前為送片小工 居住深田邨甜心樓515號，後來搬入雷氏演員宿舍 離開雷氏後，自組的新影藝影週转不靈，幸得蒲傑仗义出手入股支持，唯發现傑暗中从事非法生意而與其拆夥，途中被喬刚多番打压，最终憑毅力成功擊敗喬刚，成為影壇大亨 宋從衍、梁嬌妹之子 曾暗恋余凱睛 程小曼之男友，後分手 喬茵之男友，後丈夫 蒲俊、徐仲暉之好友 與徐仲暉一起投考雷氏演員培訓班 |

### 蒲家
| 演員   | 角色   | 暱稱/關係 |
| 羅 烈  | 蒲正康 | 蒲氏影業老闆，背后為黑道老大 蒲正源之兄 張迎舫之丈夫 蒲俊、蒲傑之父 居於蒲家大宅 於第7集心臟病發逝世 |
| 鮑起靜 | 張迎舫 | 蒲正康之妻 蒲傑之母 居於蒲家大宅 於第34集被蒲傑誤殺 |
| 秦 沛  | 蒲正源 | 蒲正康之弟 蒲俊、蒲傑之二叔 實為蒲傑之生父 居於蒲家大宅 於第34集逃亡到台灣 於第40集回港 於第41集被喬剛殺害 |
| 江 華  | 蒲 俊  | 阿俊、俊哥 1943年出生 雷氏訓練班插班生，未畢業已成旗下演員，底薪2000元另加分紅 居住蒲正康名下別墅，第8集搬入雷氏演员宿舍 於第16屆威尼斯電影展憑《倾國倾城》从貝登手中獲得最佳男主角（第24集） 於第一屆香港電影金星獎中憑《此情可待成追忆》奪得最佳男主角（第30集） 个性與作風颇有秦峰影子，被影界視為秦峰接班人，主演多部賣座電影更奪影帝，可惜结婚後遭影迷摒棄，自余凱晴離開後，从新受到影迷爱戴並再次成為天皇巨星，盡管表面風光，私生活卻不檢点 蒲正康之私生子 余凱晴男友，後丈夫 余小明之父 宋子祈之好友 於第41集被喬剛殺害 |
| 林祖輝 | 蒲 傑  | 阿傑 1945年出生 蒲氏家族继承人 擁有英國博士學位 蒲正源、張迎舫之子 程小曼之丈夫，後離婚 原居於蒲家大宅，失勢後躲於一破舊房屋 於第41集被判入獄 |

### 余家
| 演員   | 角色   | 暱稱/關係 |
| 陳劍雲 | 余 德  | 潮州人 余強、余勁、余凱晴之父 居住深田邨甜心樓512號 |
| 陳麗雲 | 梁 銀  | 余強、余勁、余凱晴之母 居住深田邨甜心樓512號 |
| 凌腓力 | 余 強  | 余德、梁銀之長子 余勁、余凱晴之兄 居住深田邨甜心樓512號 |
| 嘉 俊  | 余 勁  | 余德、梁銀之次子 余強之弟 余凱晴之兄 居住深田邨甜心樓512號 |
| 區淑貞 | 余凱晴 | 晴晴、阿晴、阿咩（家人專用） 余德、梁銀之女 余強、余勁之妹 居住深田邨甜心樓512號，婚後搬到蒲俊的別墅 曾被宋子祈暗恋，卻視祈為哥哥 蒲俊之女友，後妻子 余小明之母 受喬剛唆使離開俊，數年後重遇 |
| －     | 余小明 | 蒲俊、余凱晴之子 自出生便被余凱晴帶走獨力照顧，就讀青青幼稚園 |

### 雷家
| 演員      | 角色   | 暱稱/關係 |
| 楊 群     | 雷百川 | 雷老闆、雷生 雷氏影業老闆 上海人 一代影业巨子 雷昭儀之父 於第24集被诊断患上柏金遜症 於第29集被喬剛殺害                                     |
| 陳月茹    | 朱 氏  | 生於1922年春 祖籍廣東番禺 雷百川第一任妻子 雷昭儀之母 目睹雷百川出軌而跳樓自殺(1954年秋) 靈位安放於寶福山福深堂                            |
| -         | 程可如 | 雷百川第二任妻 與秦峰私通 於第6集被雷百川使人開車撞死                                                                                      |
| -（童年） | 雷昭儀 | 雷百川之女 患有哮喘，後來更患上思覺失調 喬剛之女友，後妻子 被喬剛欺騙感情及並互相利用，得知真相後精神失常 於第38集槍殺楚君，被送進青山醫院 |
| 樂 蓓     | 雷昭儀 | 雷百川之女 患有哮喘，後來更患上思覺失調 喬剛之女友，後妻子 被喬剛欺騙感情及並互相利用，得知真相後精神失常 於第38集槍殺楚君，被送進青山醫院 |

### 其他演員
- 任達華 飾 秦　峰（峰哥；1934年出生；雷氏首席演員；居住雷氏演员宿舍；喬剛之好友，後反目；入選“第八屆泛亞影展”十大明星之一；於第6集拍自殺戲時，被雷百川暗中使人換上真子彈，導致峰中槍身亡）
- 施綺蓮 飾 黃露明（雷氏合約演員；入選“第八屆泛亞影展”十大明星之一；後期事業走下坡，生活潦倒；於第31集在片場從高處跳進水池自殺觸電身亡）
- 潘志文 飾 謝郁文（謝生；雷百川之助手；居住雷氏行政人員宿舍，舊居赤柱馬坑的木屋區；对雷百川忠心耿耿；鍾情雷昭儀；雷百川誤信喬剛的反間計並將其踢出雷氏後，精神失常，不久後失踪）
- 楚湘雲 飾 楚　君（1945年10月8日出生；台湾人；日新報娛樂版記者；喬剛之紅顏知己，與其合謀呑拼雷氏，後因利益衝突而反目；於第38集即1981年3月26日被雷昭儀開槍擊中身亡）
- 韋家雄 飾 徐仲暉（暉哥仔；居住深田邨甜心樓；宋子祈之好友，與宋子祈一起投考雷氏演員培訓班，因成績不好未能畢業而轉當場務，後因底片失竊无妄被雷氏辭退，繼而到叔父經營的影樓工作，後期轉投蒲氏受蒲傑重用；曾喜歡程小曼；於第24集的威尼斯電影展中憑《應招女郎》奪得最佳導演；放第30集的第一届香港電影金星獎中獲最佳導演；在蒲傑失勢後一度消沉，不久被宋子祈重新拉拔）
- Maria Cordero 飾 香玉蘭（客串第1集“第八屆泛亞影展頒獎典禮”之表演嘉賓）
- 梁碧芝 飾 阮　雪（雷氏演員培訓班學生之一，後期被喬剛力棒）
- 馮　國 飾 石開達（阿達；雷氏演員培訓班學生之一，培训班中年纪最大被喬剛選為班長；後期成為喬剛助手）
- 萬斯敏 飾 王少青（雷氏演員培訓班學生之一，後期跟隨宋子祈成為一線演員亦參與行政工作）
- 顏晉霖 飾 譚進禮（阿禮；雷氏演員培訓班學生之一，畢業後因表現不皆演員而不獲錄用,後被蒲俊僱用為助手，後期被喬剛力棒以制衡蒲俊）
- 洪詠森 飾 陳威龍（阿龍；雷氏演員培訓班學生之一，後期跟隨宋子祈成為一線演員亦參與行政工作）
- 梁錦燊 飾 袁　新（新叔；蒲氏社團叔父；在一次走私毒品行动中失手，被蒲俊以烈性炸藥滅口）
- 曾贊安 飾 朱　炳（蒲正源手下）
- 曾健明 飾 李導師（雷氏演員培訓班導師，惯以職務之便接受學生贿赂）
- 鄭恕峰 飾 孫榮洲/孫浩翔（雷氏導演，曾獲金馬獎最佳導演）[註 5]
- 羅樹淇 飾 李導演（雷氏導演）
- 石中玉 飾 片商甲
- 王清河 飾 片商蔡
- 佘文炳 飾 洪有東（印尼片商）
- 譚少瑛 飾 黃露明母親
- 楊菁菁 飾 林夢娜(亞林；娛樂日報記者)
- 劉國武 飾 川手下
- 劉宗基 飾 文手下
- 煒　烈 飾 洪探長（秦峰被台湾黑帮追杀，任命保护秦峰，並出面與王楚生交涉）
- 吳曼麗 飾 芝　芝（Gigi；雷氏演員；入選“第八屆泛亞影展”十大明星之一；曾與蒲俊有過鱼水之欢）
- 關偉倫 飾 朱高正 （蒲氏影业的行政人员，作風保守，不求有功，但求无过）
- 周兆麟 飾 Ben（菲律賓籍人士；程小曼前男友）
- 陳鳳冰[註 6] 飾 三姐（蒲俊之馬姐）
- 劉　準 飾 日新報編輯
- 陳嘉偉 飾 亞　昌（雷氏演員培訓班學生之一）
- 米　奇  飾 趙　虎（蒲氏社團元老；因挪用公款而遭蒲傑遣散並倒戈於喬剛，更掠奪所有蒲氏地盘來抵制蒲傑；於第40集被蒲傑槍殺）
- 甘　山 飾 劉　威（威叔、高佬威；蒲氏元老；因挪用公款而遭蒲傑遣散並倒戈於喬剛，更掠奪所有蒲氏地盘來抵制蒲傑；於第40集被蒲傑槍殺）
- 徐二牛 飾 徐　英（英叔；蒲氏元老；為蒲正源出生入死的心腹，曾多番针对蒲傑；於第41集與蒲正源入屋行刺喬刚，反被喬刚開槍擊毙）
- 李　岡 飾 周　全（全叔；蒲氏元老；因挪用公款而遭蒲傑遣散並倒戈於喬剛，更掠奪所有蒲氏地盘來抵制蒲傑；於第40集被蒲傑槍殺）
- 梁詠斯 飾 Rose
- 鄭　賢 飾 亞　基
- 吳羨兒 飾 Coot
- 江　圖 飾 查傳人（橡胶大王；愛以金錢及潜规则玩弄女藝人；先后包养过黄露明、程小曼等人）
- 張　錚 飾 Martin（雷百川遗嘱案中喬剛的代表律师）
- 曾守明 飾 K.K.（雷百川遗嘱案中宋子祈的代表律师）
- 蔡美蘭 飾 趙　媚（媚媚；雷氏演員；台湾人；與蒲俊有染）
- 湯國明 飾 司　儀
- 李小惠 飾 司　儀
- 陳　東 飾 完　伯（深田邨街坊）
- 吳廷燁 飾 鄭　豹（乃龍手下；與蒲傑合謀叛变）
- 仲　煒 飾 乃　龍（泰國毒梟；於第33集在泰国曼谷市郊交易中被徐英槍殺）
- 鄒煒倫 飾 陳　帆（新影藝演員）
- 羅　嬋 飾 王麗華（雷氏演員）
- 林子博 飾 新影藝職員
- 葉思遠 飾 新影藝職員（暱稱：縮骨遮）
- 程文意 飾 大島利奈（日本藝人；母亲為北京人，會講普通話）
- 日本仔[註 7] 飾 陳先生/村上太郎（日本導演）
- 李慕瓊[註 8] 飾 駐唱歌手
- 陳靖允 飾 司　儀
- 吳　霆 飾 司　儀
- 吳小寶[註 9] 饰 Lily（台湾花都市總會舞女；王楚生之情婦；因與秦峰有染被王派人暗殺）
- 華忠男[註 10] 飾 王楚生（台湾黑帮老大；因秦峰與其情婦有染，下令追杀峰，最後由蒲正康蒲正源出手擺平；後來蒲正康在台湾回港也得到其帮忙避過喬剛策劃的空難）
- 夏玉麟[註 11]  饰 玩具店老板
- 洪志強[註 12] 飾 深田邨街坊
- 计祥龙[註 13] 饰 燒味小贩
- 陳月茹[註 14]  饰 大排檔食客
- 黃梓瑋[註 15] 饰 蒲氏演員/酒廊歌手/娱乐版記者/護士
- 何美好[註 16] 饰 美女/舞女/娛樂記者
- 楊證樺[註 17] 饰 雷氏職員
- 莊域飛[註 18] 饰 貝　登（意大利黑手黨成員；威尼斯電影展影評人；蒲傑之大學同學）
- 賴榮顯[註 19] 饰 律師/司儀/沈先生（正報编辑；楚君之友人，替君保管勒索喬剛的錄音帶，後被石開達威迫利诱拿走）
- 衛　青[註 20] 饰 金老大（金爺；台灣片商）
- 林華勳[註 21] 饰 貴　利
- 梁啓智[註 22] 饰 片　商
- 方 茹[註 23] 饰 雷家馬姐

## 製作演員
- 故事策劃：方　剛

## 宣傳
劇中演員方 剛、楊群、林祖輝、吳浣儀、區淑貞曾出席文化界發怖會宣傳。
劇中的宣傳海報標語為：「說不完，名利場中權鬥毒！話不盡，星光背後淚影深！」
1994年劇集播出前一晚3月6日晚上10:30，本港台曾播出《「戲王之王」製作特輯》。
1994年4月1日假大埔廣場舉行圖片展，出席演員有呂頌賢、區淑貞、韋家雄。
2014年，歲月留聲播出重播宣傳:「影壇兩兄弟，一個講實力，一個靠個樣。」

## 外景

### 英屬香港
- 沙田寶福山
- 香港墳場
- 將軍澳華人永遠墳場
- 赤柱軍人墳場
- 粵華樂器行
- 一級美婚紗影場
- 九龍灣楊耀松工業大廈
- 清水灣電影製片廠（劇中的雷氏影城）
- 中國皇宮夜總會（劇中稱作“華爾登”）
- 深水埗大埔道-東盧大廈 百吉蔗汁涼茶（已結業）
- 皇后碼頭
- 聽濤村（位於小欖樂濤街9號，劇中蒲俊的別墅）
- 雍雅山房（已結業）
- 富華大排檔
- 太平山
- 油塘高輝道
- 城門河敦煌畫舫（現水中天，亞視常用取景地點）
- 上環樓梯街，四方街，必列者士街，中華基督教會公理堂（必列者士街），香港中華基督教青年會必列者士街會所一带（劇中的程家舊居住地）
- 雪廠街都爹利街
- 荔園（已結業）
- MUNICH 慕尼黑酒吧
- 九龍塘金巴倫道
- 何文田康園（劇中的程家居住地）
- 樂濤居（位於西貢竹洋路100號，劇中雷昭儀的住宅）
- 庙街
- 北九龍裁判法院
- 雅息士道休憩公園
- 舊油麻地警署

### 马来西亚
- SOLID GOLD PUBLISHERS SDN. BHD.
- WENWORTH HOTEL KUALA LUMPUR
- KUALA LUMPUR GOLF & COUNTRY CLUB
- SWEET DREAM 陳進玉夫婦
- 巴生 BISMILAH RESTAURANT
- HYATT REGENCY SAUJANA RESORT
- 吉隆坡火車站（代替當時已拆卸的利舞台）
- 吉隆坡茨廠街（用以拍摄暴動場面）
- 独立广场
- 维多利亚女皇喷泉
- 蘇丹阿都沙末大廈

## 金句
“電影是大眾娛樂。” ---- 宋子祈
“其實拿個獎有什麼用？這叫“幕前風光，幕后潦倒”其實有誰會知道我每個月省吃儉用,衣服也捨不得買,才可以省下二千元供妹妹去外國唸書……”---- 喬刚
“有一個老行尊跟我說過戲子是出賣色相的。” ---- 楚君
“做人最緊要今朝有酒今朝醉，明日愁来明日當。” ---- 蒲俊
“做生意那有人講信用？有的就是一個‘利’字。不過也好，經過這次事件就识清楚誰是敵人，这样就可以稳操胜券。” ---- 雷百川
“你不是沒用,其實整個影城誰不知道你演戲最棒？不過呢我想你真的不知道電影圈的遊戲規則，老板呢,其實是一個下棋的人，而藝人呢只不過是棋子，你怎麼厲害也沒用，就要看下棋的人將你放在什么位置。其實有一點我真不明白你在銀幕上的演技這麼好，為何不將你所有的演技放在現實生活里面去演呢？如果你將你的演技放在現實生活里面去演，保證你一定行！”---- 楚君
“一個演員最緊要有身價，身價就是江湖地位。” ---- 喬刚
“太公分豬肉人人有份。”（獎項或薪酬） ---- 楚君
“演員要有人爭才值錢，片酬才會暴漲。而我喬剛從來都沒人爭過，阿峰就不同，蒲氏搶他過檔，加他幾倍片酬，任他開條件，就像他說的做皇帝一樣，你說這個世界多不公平，他一點都不稀罕。” ---- 喬刚
“不知從何時開始，我好討厭看到這個人（秦峰），在他面前我比一堆泥還要賤，人前人後我都沒面子，想起初入行他只不過是一條‘小蛇’，不會演戲我教他演，沒錢吃飯我給他吃，怎知道到了今天這條‘小蛇’變了一條‘龍’......”---- 喬刚
“我看大家同學都来自社会每一个階層。有些有性格、有些有件頭、有些樣子很诙谐，亦都有幾个人卖相很好，但我很相信大家都可以成为一個成功的演员。但有一點我希望大家认清楚，根本这个行业就是“幕前風光，幕后潦倒”的行业。我们作为一个演员只不过就像一颗棋子，就要看那些棋王、老板或者製作人將你放在什么位置，若果你们走運他们將你擺作一隻‘車’或者‘炮’，那你就開心，可以成为天皇巨星呼风唤雨，活得像皇帝或者皇后一樣，但很可惜，做这一行的人大部分都不会成功，只配當一隻‘卒’，若果你當上一隻‘卒’的话就很可怜，你会摇尾乞怜，去讨一些角色、讨一些對白。其实做这一行最重要是運气，第二就是交際，第三才讲演技，而且演技这一门，最重要是幕后的演技好，並不是幕前的演技好。” ---- 喬刚
“我只會吃饭、喝酒、玩女人，我只會拍戲，但是全部都由老板给我安排的，我从来未曾自发性做一件事……”（星途璀璨，私生活更是糜烂） ---- 秦峰
“我真的不想做‘扯線公仔’，我想真真做回一个正常人，我觉得很累” ---- 秦峰
“在商言商的話，講求公平競爭，勝者為王。” ---- 蒲正康
“我講的是法律，用的是‘正當’手段。”（諷刺對家） ---- 雷百川
“ 你知不知道觀眾很喜歡看你……那些觀眾很喜歡看你做秦峰的對手，即是說只要秦峰一日留在雷氏，你永遠不愁沒戲拍。”---- 謝郁文
“一個兩個當我死的。秦峰我帶紅了你，還耍為你受這種冤屈戲。我不信這輩子都要靠著你,你們看著，我一定要你們好看！” ---- 喬刚（內心OS）
“功名富贵无凭据，费尽心机总把流光误，好丑命生成无，回头是岸”（告诫喬刚）---- 算命師
“这个世界只有两种人，一种是主角，另一种是配角，没有你这种配角襯托，怎么突显我是天皇巨星？” ---- 秦峰
“人生就像遊戲一样，成功與失敗都任何人來説都不重要……” ---- 秦峰
“峰哥說過無論演任何角色都要全心全意去演,這才是藝人的專業精神。” ---- 宋子祈
“你要弄死我？沒那么容易。我现在知道遊戲規则是怎么玩，很感谢你教会我，这个世界完全没有公理，殺人放火金腰帶。由今天开始，我知道怎么去玩这个游戏，我会不擇手段，我会向上爬，始终有一天，我会以牙还牙，以眼还眼……雷百川，你小心…我会以牙还牙，以眼还眼……” ---- 喬刚
“别喝（酒）了，你别再自暴自棄了，剛哥，雖然峰哥死了我也很明白你的心情，但这样不代表世界未日，这个世界还有很多事等著你去做的” ---- 宋子祈
“我不是一个好老师，我是一个好演员。” ---- 喬刚
“如果你是一个好演员嘛，这场戏都演了一半了，你更加感该用心演下去。” ---- 宋子祈
“你放心，我会很用心去演，还会越演越精彩。” ---- 喬刚
“我当年的就好像你（宋子祈）一样很关心人，但你知道吗？你要在这一个圈子生存，做人不可能这么‘真’......知道什么叫做‘戏子无情’？” ---- 喬刚
“我們進來這裡,每個都喜歡演戲的啦。好吧,就算我們真的要當‘怖景版’,就當一塊漂亮的吧......有沒有人看,就得看你怎樣演。秦峰當年不也是‘怖景版’為何會變天皇巨星呢？因為他不屈不饒、百折不撓的精神呢,所以有秦峰這個人。” ---- 宋子祈
“只要下工夫,我不信我們什麼也得不到。這個電影圈那麼大,有朝一日我們一定會找到我們想要的。” ---- 宋子祈
“这就是電影的魔力，可以在一夜之間令你由寂寂无名变成天皇巨星。” ---- 宋子祈
“我雷百川最怕在我身邊做事的人没野心，只要他（喬剛）能夠帮我赚钱的，就算放只‘老虎’在我身邊，我都有办法收服他。” ---- 雷百川
“雷百川，你想弄死我？沒那么容易。你这个老狐狸有什么了不起？陰险毒辣、不擇手段，我也会，说不定还比你厉害。你放长相眼看着，你一定会赢。你会学你那样，不擇手段，害到你家破人亡，你的王国，將会是我喬刚的王国。雷百川，你看着…你看着…哈哈哈…” ---- 喬刚（內心OS）
“‘错是对時对亦错，皮橡人皮板人’听过沒？大家鬥演戏，人做初一，你做十五，以其人之道还以其人之身。不過这样，若果对方正當旺，锋芒毕露的時侯，千万不要跟他硬碰，还要让他三分，當他倒霉的时候一脚把他‘踩死’。要向上爬，这就是做人的遊戏规则。被人‘踩’（践踏，下同）是很气愤的，但要看你的道行，若果你道行夠，你就要忍，忍到有一天你上位了，那些‘踩’过你的人一定乖乖的向你拍馬屁，到时候一个个的‘踩死’他们，多開心，哈哈哈...怎么样？不相信我的话？反正有一天你被人迫虎跳墙，你一定会作出本能反应，到时候，你就知道我说的对不对。做一个统帅，最重要有兵有將，兵我有，將，还是自己人最好；闲话我把它當鼓励而已，我喬刚上位了，我看那些人还敢不敢再说我闲话...” ---- 喬刚
“娱乐圈是这样，有的人十成的付出未必有三成的收獲，有的人三成的付出就有十足的收成，很讲運气。” ---- 蒲俊
“不是一定要做演员才叫成功的。” ---- 宋子祈
“大地在我脚下，地球任我掌握” ---- 喬剛
“花无百日红” ---- 楚君
“歷代皇朝也有人借助女人來打江山，你只是一件魚餌而已，利用雷昭儀去打擊謝郁文，逗雷昭儀嫁給我，再把江山雙手奉送給我，連場好戲全是我喬剛自編自導自演！至於雷百川，我只是親眼看到他垂死掙扎至氣絕，見死不救，編導在天，而我不過是觀眾！” ---- 喬刚（楚君勒索喬剛的錄音）
“我当初离开你，就是不想阻碍你的发展，沒想到你的发展只有‘表面’（風光）” ---- 余凯晴
“我记得曾经有个電影大亨说过，这个影壇是由他操纵的，就好像下棋一样，而演员就是他手上的棋子，演员的命運亦都是由他操纵的。但是今天我们用事实去证明了，一个成功的演员，就像蒲俊、秦峰这样，當他们未离开我们的时候，他们的風采，他们的一举手一举足都会令到各位观众欢呼喝彩，就算他们现在离开了，但他们永远都生存在我们心裡面，我们永远永远都会懷念他们……所以我想在这里说一句，我们去支持去擁護的，並不是下棋的那个，而是那只棋子。” ---- 宋子祈
“你冷血……你还要害多少人才夠？你了自己的欲望，为了雄霸整个世界，你知不知道你已经杀了多少人？害了多少条人命？你以为你自己是勝利者？其实你是一个失败者！注定你一辈子都失败！注定你永远都失败！” （喬剛的內心意象）---- 蒲俊
∗上述角色及對白只屬虛構

## 特色
剧中提及的“戏中戏”片名，當中有真实亦有虚构：
《峰火兒女情》
《夜半歌聲》
《包青天》
《歌舞昇平》
《杜月笙傳》
《秦峰傳》
《風流劍客》
《封神榜》
《西遊記》
《七武士》
《鹿鼎記》
《傾國傾城》
《琴台淚影》
《龍鳳店》
《黑白道》
《飛女正傳》
《應招女郎》
《白蛇傳》
《秦始皇》
《嫁錯老公生錯仔》
《夜夜風流》
《73家房客》（《左鄰右里》）
《永恆的冬天》
《此情可待成追憶》
《落日大道》
《紅樓夢》
《新紅樓夢》
《春樓三百夜》
《金鳳凰》
《死亡之吻》
《光輝歲月》
《監獄飛龍》

## 音樂
本劇主題曲為Maria Cordero主唱的《星光背影》，首集更邀得其本人在劇中客串演唱。
在第1集，秦峰宿舍的點唱機播出披頭四歌曲《Only A Northern Song》，同一集，喬剛和秦峰在舞廳跳舞時，播出歌曲《給我一個吻》的翻唱版本，接著播出歌曲《说不出的快活》黃慧儀的翻唱版本。
在第2集，宋子祈、蒲俊和徐仲輝等人在涼茶鋪也點播此曲，接著眾人在嬉戲時，播出小理查德歌曲《Tutti Frutti》。
在第5集，秦峰獨自在舞厅時，播出Connie Francis歌曲《Stupid Cupid》，和喬剛帶著宋子祈、蒲俊和徐仲輝等人重遊舊居時，播出周璇歌曲《月圆花好》，和喬剛在舞廳跳舞時，播出Chubby Checker歌曲《Let's Twist Again》，秦峰宿舍的點唱機播出艾佛利兄弟二重唱歌曲《Let It Be Me》、披頭四歌曲《Yello Submarine》及《With A Little Help From My Friends》 。
在第6集，眾人在秦峰宿舍嬉戲時，點唱機播出奇里夫·李察的《Congratulations》。
在第6集，秦峰逝世時，播出約翰·藍儂歌曲《Imagine》。
在第8集，花艷紅在荔園獻唱粵曲《紅燭淚》，接著程小曼唱出（實為播放）《給我一個吻》的翻唱版本。
在第9集，蒲俊在宿舍與佘凱晴跳舞時，播出海灘男孩歌曲《Surfer Girl》。
在第9、10集，雷氏新秀中其中一位参賽者唱出青山歌曲《明日天涯》（實為播出）。
在第11集，宋子祈失落時播出比利·喬的《The Stranger》前奏；同一集，Ben自彈自唱艾維斯·普里斯萊的《Love Me Tender》。
在第11集，喬剛、謝郁文與查傳仁在夜總會交談時，播出尤雅歌曲《往事只能回味》，接著程小曼又唱出（實為播放）播出歌曲《給我一個吻》。
在第15集，喬剛等人在舞廳消遣時，播出The Chiffons的《Sweet Takin' Guy》。
在第17集，程小曼錄製的歌曲是原唱为顧媚的《不了情》。
在第18集，喬剛與台灣片商在夜總會交談時，同樣播出尤雅歌曲《往事只能回味》；同一集，蒲俊和佘凱晴在碼頭談心時，蒲俊哼著潘迪華的《愛你變成害你》。
在第19集，唱片鋪播出The Comets歌曲《Razzle Dazzle》。
在第19集，慈善舞會上芝芝唱出《春風吻上我的臉》（實為播出，鳳飛飛版本），接著程小曼唱出（實為播放）蔡琴版本的《月光小夜曲》，最後的歌舞表演播出Fred Astaire《Puttin'On The Ritz》。
在第20集，余凱晴在碼頭徘徊時，播出蔡琴歌曲《我曾經來過》。在同一集，喬剛和雷昭儀約會時，播出鄧麗君歌曲《月亮代表我的心》。
在第XX集，试片室播放宋子祈执導的“飛女正傳”的背景音乐为平克·佛洛伊德的《Another Brick In The Wall》。
在第25集，精神失常的謝郁文在哼著《小露寶》主題曲。
在第28集，程小曼與洪老闆跳舞時，播出英格伯·漢普汀克歌曲《The Last Waltz》。

## 配樂
Randy Edelman《Battle Of Little Round Top》
Randy Edelman《Charging Up the Hill》
Randy Edelman《Fife and Gun》
Randy Edelman《General Lee at Twilight》
Randy Edelman《Killer Angel》
Randy Edelman《Over the Fence》
Henry Mancini《It's All There》
Henry Mancini《Something for Pizzi》
Thomas Newman《Scent Of A Woman》
日向敏文《Coming Home》
日向敏文《friends》
日向敏文《Promise》
日向敏文《Passion Flower》
日向敏文《Take Me Back》
日向敏文《Late at Night》
日向敏文《Candy》
日向敏文《If You Could See Me》
日向敏文《Raindrops》
日向敏文《Touch the Sunset》
日向敏文《リカのテーマソング》
神思者《Closed Door Of 110》
有澤孝紀《あたしだって普通の女の子2》
有澤孝紀《本当に選ばれた戦士なの？》
有澤孝紀《誰かが狙われている》
西村コージ《M-23'》
Hans Zimmer《A cold Day in NY》
Hans Zimmer《Blowfish》
Hans Zimmer《Ritz》
Mark Isham《Death of Irving Fagelman》
Tangerine Dream《She's My Sister》
Vangelis《Light and Shadow》
Vangelis《West Across The Ocean Sea》
Vangelis《Monastery Of La  Rabida》
川井憲次《太田のラブテーマ》
川井憲次《ひろみのラプソディー (別ミックス) [M15]》
川井憲次《のあのひとり言》
ニック・ウッド(Nick Wood)《ビヨンド・ザ・65,000,000イヤーズ》
ニック・ウッド(Nick Wood)《ウォッチング・ザ・サンセット》
ニック・ウッド(Nick Wood)《ヨースケズ・マザー》
James Newton Howard《Love Theme》
James Newton Howard《Penguin》
James Newton Howard《Main Title》
James Newton Howard《Don't Work Late》
James Newton Howard《Mack's Flashback》
James Newton Howard《Don't Want Out》
James Newton Howard《Otis Runs》
James Newton Howard《You White?》
James Newton Howard《Keep the Baby》
James Newton Howard《Doesn't Matter》
Randy Newman《Drag Race / Todd and Julie》
Marc Shaiman《CODE RED/SEMPER FIDELIS》
Nicolas Jorelle《Le Theme Du Violoncelle》
Nicolas Jorelle《L'instant》
Nicolas Jorelle《Le réveil》
Nicolas Jorelle《Le thème du piano》
Leo Brouwer《Tita's Theme》
田中公平《テレポーテーション _オープニング・ピアノ》
田中公平《ふり返らずに _M-43,M-37,M-21B》
Itzhak Perlman, John Williams《Remembrances》
Paul Winter《'the Lake'》

## 評論
影视红星任达华与多位演技派艺员大斗演技，加上亞視首席小生花旦與亞姐冠軍區淑貞處女演出，《戏王之王》定能再度掀起热朝。《戏王之王》是TVB金牌监制戚其义在过档亚视其间拍摄的知名度最高的剧集，也是这位港剧航母《创世纪》掌舵人在亚视拍摄的唯一一部商战剧。

## 軼事
- 劇中提到「青蛙與蠍子」的故事，剛巧於同期TVB劇集《第三類法庭》被提及。
- 劇中沈先生一角工作的「正報」，在同年的亞視劇集《郎心如鐵》中再次出現，更有趣的是由江華飾演的《郎》劇男主角同樣姓“沈”。
- 本劇是方剛在亞視的告別作。
- 本劇是戚其義在亞視效力期間，最後一部監製的作品，此後隨周旭明轉投TVB，而戚氏回巢娘家後亦繼續擔任監製。
- 由於此前任達華主演的《勝者為王III王者之戰》邀得方剛客串，因條件交换任也在本劇客串。
- 余凱晴一角原屬意由應屆亞姐亞軍王薇飾演，因與《中國教父2之再起風雲》撞期，後改由同屆的冠軍區淑貞飾演。
- 本劇是區淑貞奪得亞姐冠軍後，首次參與拍攝的電視劇。
- 本劇是伍咏薇最後一部為亞視拍攝的電視劇，之後便轉投TVB。
- 本劇是劉錦玲在亞視效力期間，最後一部電視劇，煞科後被調出劇組，出任《今日睇真D》第一代主持，一年後轉投TVB。
- 本劇是楚湘雲最後一部電視劇。
- 本劇是樂蓓最後一部電視劇。
- 楚湘雲與編導梁欣全因《銀狐》結緣，本劇則是正式合作，後來兩人更完婚。
- 韋家雄曾在訪問透露參與本劇後得到監製戚其義的提携，以致後來後者回巢TVB後，前者亦得以過檔。

## 外部連結
- 豆瓣电影上《戲王之王》的資料 （简体中文）
- 《戲王之王》亞洲電視[]